# Ise Schwartz
Ise Schwartz (* 1942 in Stuttgart) ist eine deutsche Künstlerin, die seit 1989 in der Schweiz lebt.

## Leben
Ise Schwartz studierte Kunstgeschichte Archäologie und Germanistik an der Universität Frankfurt am Main und an der FU Berlin, dann ab Mitte der 60er Jahre Malerei an der Kunsthochschule Mainz. Seit den 70er Jahren arbeitete sie als Malerin in Bonn. Neben einem Lehrauftrag an der Universität Bonn engagierte sie sich in verschiedenen nationalen und internationalen feministischen Künstlerinnengruppen und Ausstellungsaktivitäten.
Mit dem Atelierstipendium der Stiftung Atelier Robert in Biel erfolgte 1989 der Umzug nach Biel/Bienne in der Schweiz, wo Schwartz bis heute lebt. Als Mitglied der Städtischen Kunstkommission Biel und bei ihren Ausstellungsprojekten liegt der Schwerpunkt auf der Förderung zeitgenössischer Malerei.

## Werk
Ende der 70er Jahre entwickelt Schwartz in großformatigen Porträts und Zirkusbildern eine starkfarbige, fotorealistische Malweise, deren expressive Dynamik bereits die Hinwendung zur gestischen Abstraktion Mitte der 80er Jahre andeutet. Ausgelöst durch den Irakkrieg beginnt die Künstlerin Bildserien in Schwarz-Weiß, welche private und mediale Fotos beispielsweise aus NS-Zeit und dem Irakkrieg malerisch transformieren und in Installationen z. T. mit Objekten und Ton "kondensieren". Das Thema Zeit bildet die Basis nachfolgender Werkkomplexe. Als Erinnerung respektive Vergangenheit liegt sie den unbunten Gemälden alter, in der Auflösung befindlicher Ornamente zu Grunde. Die Gleichzeitigkeit von Schärfe und Unschärfe, von realer und gedachter Wirklichkeit wird zum zentralen Bildgegenstand. Geometrische Silhouetten überlagern als schwimmende Raster florale Muster in kräftigen Pastelltönen.

## Werke im öffentlichen Besitz
Sammlung des Kantons Bern, Sammlung der Stadt Biel, Stiftung Kunsthaussammlung CentrePasquArt Biel, Sammlung des Kunstmuseums Thun, Sammlung der Berner Kantonalbank, Stadt Bonn, Stadt Bergkamen, Bundeskunstsammlung Deutschland, Sammlung der Sozialdemokratischen Partei Deutschlands

## Einzelausstellungen (Auswahl)
- 2012 Kunstverein Biberach/Riß, DE
- 2011, 2008, 2005 Galerie Silvia Steiner, Biel
- 2010, 1993 CentrePasquArt, Biel
- 2009 Freitagsgalerie Solothurn
- 2004 Stadtmuseum Siegburg, DE; Galerie Artraktion, Bern
- 2002 Galerie Esther Münger, Burgdorf
- 2001 Galerie Michael Schneider, Bonn; Galerie Artraktion Bern
- 1994 Werkstadt Bonn
- 1991 Kunstverein Biel
- 1989 Galerie Rolandshof, Remagen-Rolandseck
- 1988 Frauenmuseum Bonn
- 1984 Galerie Hermes, Köln
- 1982 Galerie im Griechenbeisl, Wien

## Ausstellungsbeteiligungen (Auswahl)
- 2014 Cantonale Berne Jura, CentrePasquArt Biel-Bienne, Galerie Ilja Steiner, Erlach
- 2013 Cantonale Berne Jura, CentrePasquArt, Biel-Bienne, 20 Jahre-20Künstler, Galerie 25 by Regina Larsson, Siselen
- 2012 Cantonale Berne Jura, Musée jurassien des Arts, Moutier
- 2012 Südsicht 12 Kirchlindach und Biel
- 2012 REVIEW, CentrePasquArt Biel
- 2011 Cantonale Berne Jura, Kunstmuseum Thun und Kunsthaus Interlaken
- 2008 24. Kantonale Jahresausstellung, Kunstmuseum Solothurn
- 2007 23. Jahresausstellung, Kunstmuseum Olten; Regionale 8, Kunsthaus Langenthal
- 2002 OPEN 02, Stadtkirche Biel/Bienne
- 2000 Au centre l‘artiste CentrePasquArt Biel
- 1997 Quersicht Kunstmuseum Thun/CH; 20 Jahre IntAkt Heiligenkreuzerhof Wien/AT
- 1996 Kunstkiste Karl Ernst Osthaus-Museum, Hagen; Dampfzentrale Bern/CH
- 1994 Kunstpreis der Stadt Bonn Kunstmuseum Bonn
- 1992 Aus dem Koffer leben Städtisches Museum Zwickau; Schwarzarbeit KX / Kunst auf Kampnagel, Hamburg, Bonner Künstler in St. Petersburg Manege, St.-Petersburg/RF, Staudenhofgalerie Potsdam
- 1991 „Lust?“...„Lust!“  Mainzer Kunstverein
- 1989 Links – New Work of Bonn Artists Museum of Modern Art Oxford/GB
- 1988 Apropos Dominikanerkirche Maastricht/NL; Carta-x-carta Auditorio di San Domenico Narni/I
- 1987 Galerie im Griechenbeisl Wien/AT; Papierarbeiten Städtisches Kunstmuseum Bonn
- 1986 Erotik Kommunale Galerie Berlin
- 1984 IntAkt-Ausstellung Wien, Bonn, Graz

## Bibliografie

### Publikationen (Auswahl), Monografien
- Ise Schwartz, mit Texten von Ruth Diehl, Gert Fischer, Annelise Zwez, Stadtmuseum, Siegburg 2004
- Ise Schwartz, mit Texten von Klaus Honnef, Marianne Pitzen, Frauenmuseum Bonn, Bonn 1988
- Ise Schwartz, mit einem Text von Lothar Romain, Galerie Hermes, Köln 1984

### Katalogbeiträge
- Andreas Meier: Aus dem Familienalbum, in: Quersicht. BernKommission für Kunst und Architektur des Kantons Bern, Bern 1997
- Ruth Diehl: Ise Schwartz. Eine künstlerische Intervention im Wohnhaus von drei pensionierten Damen, in: Katalog zur Ausstellung auf eigene Gefahr, WerkStadt Bonn, Bonn 1994
- Andreas Meier: Von einem fast reinen Blau zu neueren Arbeiten von Ise Schwartz, in: Katalog zur Ausstellung Eberlein, Schwartz, Wegmann, CentrePasquArt, Biel 1993
- David Elliott. in: Katalog zur Ausstellung Links. New Work of Bonn Artists, Museum of Modern Art, Oxford 1989
- Johanna Dohnal. in: Katalog zur Ausstellung Identitätsbilder Secession Wien. IntAkt Wien, Wien 1984

### Artikel
- Mirjam Lenz: Ise Schwartz. In: Bieler Frauen – grâce à elles. Verein Frauenplatz Biel / Femmes en réseau Bienne, Biel 2009
- Annelise Zwez: Das Bieler Kunstjahr. In: Bieler Jahrbuch 2008 / Annales biennoises 2008, 2009
- Jenny Anger: Paul Klee and the Decorative in Modern Art. University Press, Cambridge 2004
- Annelise Zwez: Ise Schwartz im Städtischen Museum Siegburg. in: Kunstbulletin, 7/8, 2004
- Annelise Zwez: Ise Schwartz. in: Biografisches Lexikon der Schweizer Kunst. Schweizerisches Institut für Kunstwissenschaft, Zürich 1998
- Elisabeth Gerber: Biel/Bienne: Ise Schwartz, Karin Eberlein und Ilse Wegmann im CentrePasquArt. in: Kunstbulletin, 9, 1993
- Jürgen Raap: Offenes Arbeitsfeld. in: Kunstforum, Bd. 116, 1991
- Peter Hoffmann;  Bonn`s radical resolution – Another women`s museum. in: New Art Examiner, 1989
- Ulrika Evers: Ise Schwartz. in: Künstlerinnen des 20. Jahrhunderts. Ludwig Schultheis Verlag, Hamburg 1983
- Jörg Krichbaum, Rein A. Zondergeld: Ise Schwartz. In: Künstlerinnen von der Antike bis zur Gegenwart. Köln, Dumont 1979